# Naturschutzgebiet Djalélo
Das Naturschutzgebiet Djalélo (französisch Aire naturelle protégée de Djalélo) ist ein Naturschutzgebiet in der ostafrikanischen Republik Dschibuti. Das Schutzgebiet wurde im Januar 2015 von Dschibuti auf seine Vorschlagsliste für das UNESCO-Welterbe gesetzt.

## Beschreibung
Das etwa 45 km² große Naturschutzgebiet Djalélo liegt in einem Gebirgstal in der Region Arta, etwa 40 km von der gleichnamigen Hauptstadt entfernt. Das Wadi am Grund des Tales gab dem Schutzgebiet den Namen.
Es ist der natürliche Lebensraum der auch Gerenuk genannten Giraffengazelle (Litocranius walleri), einer endemischen Antilopen-Art. Die Besonderheit dieser Tiere ist ihre Fähigkeit, sich sehr hoch aufzurichten. Sie fressen keine Kräuter vom Boden, sondern Triebe, Knospen, Früchte, Blüten und Blätter von Akazien. Diese Gazellenart lebt vor allem in der Region Ostafrika (Dschibuti, Äthiopien, Somalia und Kenia).
Das Naturschutzgebiet Djalélo beherbergt auch weitere bedrohte Antilopenarten wie die Beira (Dorcatragus megalotis), die Sömmerringgazelle (Nanger soemmerringii), die Pelzeln-Gazelle (Gazella dorcas pelzelni) und das Eritrea-Dikdik (Madoqua saltiana).
Die Bestände dieser endemischen Tierarten und ihr natürlicher Lebensraum werden durch anthropogene Einflüsse wie die Jagd, Überbeweidung und die Abholzung von Akazienwäldern zunehmend zerstört und verkleinert. Aus diesem Grund erklärte die Republik Dschibuti im Jahr 2011 das Gebiet zum Naturschutzgebiet. Dieser rechtliche Status zielt darauf ab, die Zerstörung des natürlichen Lebensraums endemischer Arten aufzuhalten, ihren Lebensraum zu erhalten und es den Arten zu ermöglichen, sich vor den Auswirkungen störender menschlicher Aktivitäten geschützt zu vermehren. Innerhalb des Schutzgebietes findet in geringem Umfang Öko-Tourismus statt, der in Zusammenarbeit mit der nationalen Naturschutzorganisation DECAN organisiert wird.

## Weltnaturerbe-Kandidat
Dschibuti hatte die Welterbekonvention zwar bereits am 30. August 2007 ratifiziert, aber erst am 5. Januar 2015 zehn Stätten gleichzeitig auf seiner Tentativliste eingetragen, darunter auch das Naturschutzgebiet Djalélo. Noch keines der von Dschibuti gemeldeten Gebiete wurde bisher (Stand Ende 2019) zum Welterbe erklärt.
Das zuständige Ministerium in Dschibuti („Ministère des affaires Musulmanes, de la Culture et des biens Waqfs“) begründete den Vorschlag zur Eintragung des Djalélo-Schutzgebiets in die Weltnaturerbeliste mit dem auf das Gebiet zutreffenden Kriterium (x), denn es sei ein unverzichtbarer Lebensraum für die Erhaltung der Giraffengazelle und weiterer bedrohter endemischer Antilopenarten.
Das Djalélo-Schutzgebiet ist hinsichtlich seiner Biotopausstattung und Wertigkeit vergleichbar mit dem Samburu-Nationalreservat in Kenia.

## Bilder der weiteren Antilopenarten im Schutzgebiet

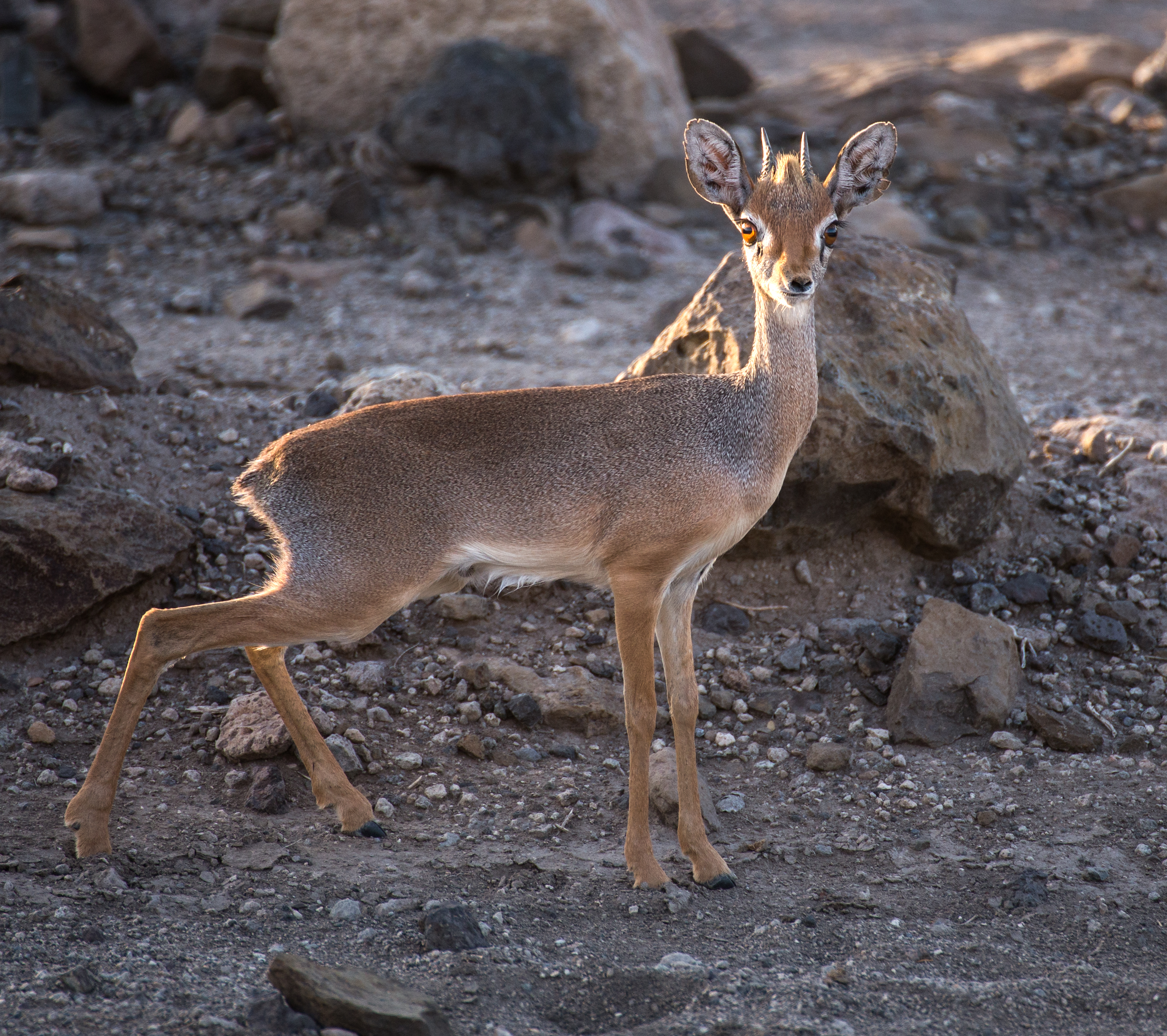
Eritrea-Dikdik
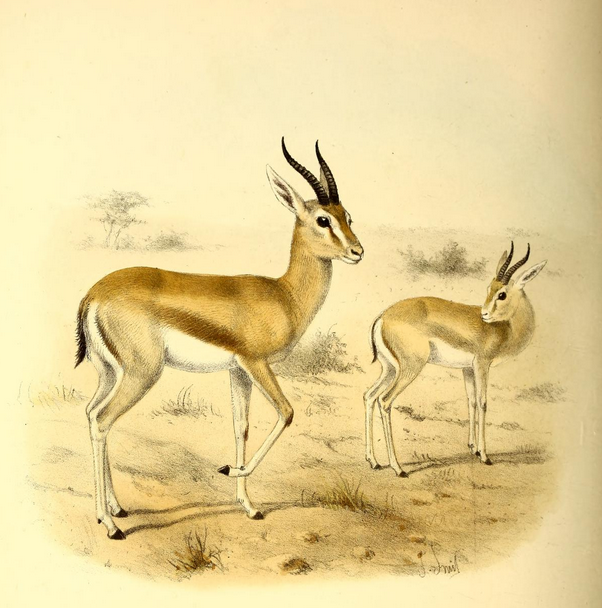
Pelzeln-Gazelle
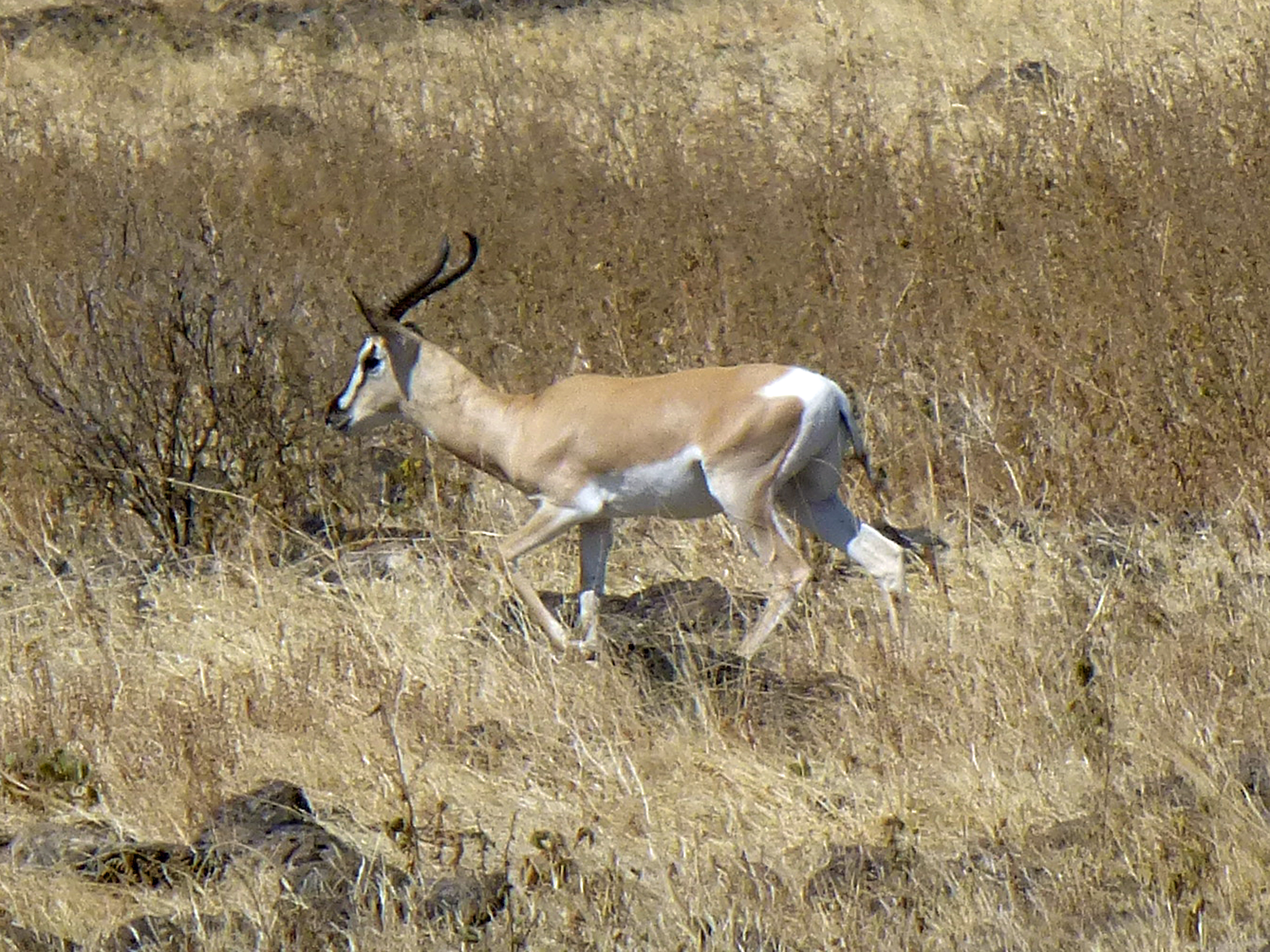
Sömmeringgazelle
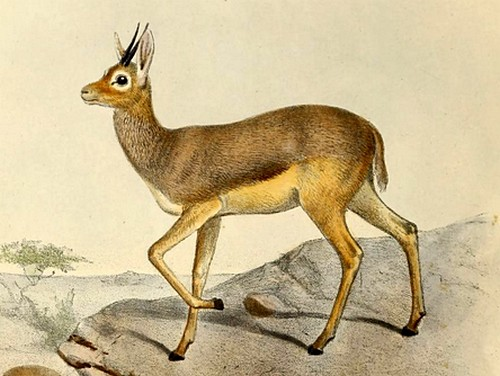
Beira-Antilope